# L’Anthropologie

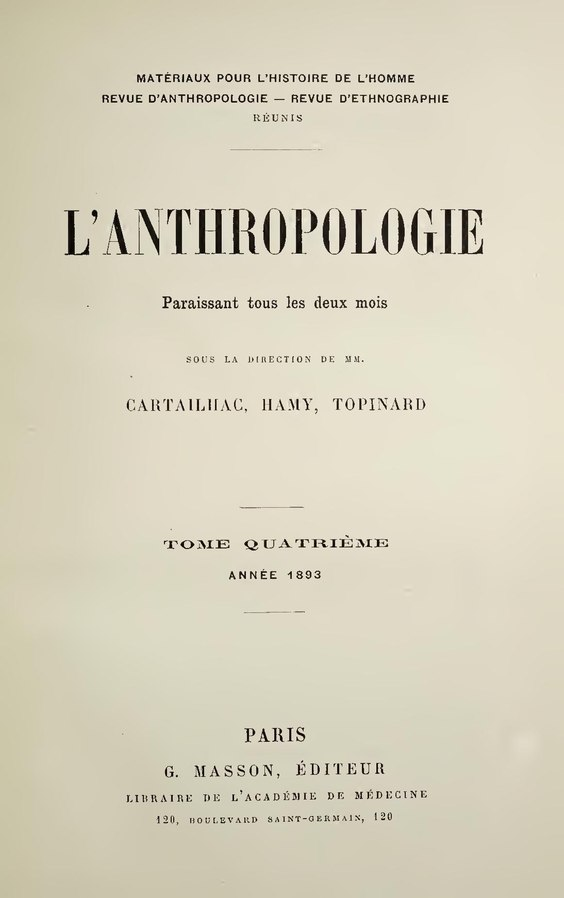
Haupttitelseite des vierten Bandes 1893

L’Anthropologie ist eine von Experten begutachtete französischsprachige wissenschaftliche Zeitschrift, die sich auf die menschliche Entwicklung spezialisiert hat. Die heute von Elsevier veröffentlichte Zeitschrift wurde 1890 in Paris gegründet und erschien zweimonatlich bei G. Masson (Libraire de l’Académie de médecine). Ihr voller Titel lautete: L’Anthropologie. Matériaux pour l’histoire de l'homme. Revue d’anthropologie. Revue d’ethnologie. Ihre anfänglichen Herausgeber waren Émile Cartailhac (1845–1921), Ernest-Théodore Hamy (1842–1908) und Paul Topinard (1830–1911). Derzeit wird sie von dem französischen Paläoanthropologen Henry de Lumley geleitet. Ihre älteren Jahrgänge sind inzwischen gemeinfrei.